# Amerila albivitrea
Amerila albivitrea là một loài bướm đêm thuộc phân họ Arctiinae, họ Erebidae.